# Hyperbaena standleyi
Hyperbaena standleyi är en tvåhjärtbladig växtart som beskrevs av M.E. Mathias och W.T. Theobald. Hyperbaena standleyi ingår i släktet Hyperbaena och familjen Menispermaceae. Inga underarter finns listade i Catalogue of Life.